# Museo del Metro de Tokio
El Museo del Metro de Tokio (地下鉄博物館 Chikatetsu Hakubutsukan?) es un museo ferroviario ubicado en la Región Especial de Edogawa, en Tokio, Japón. Está gestionado por la Fundación Cultural Metropolitana, una organización sin fines de lucro de la empresa Tokyo Metro. Se encuentra a cien metros de la estación de Kasai.
Los visitantes ingresan al museo a través de un boleto, que conduce a la sección de la primera línea metropolitana de Tokio entre Ueno y Asakusa que se inauguró en 1927 (actualmente parte de la línea Ginza).

## Colección
El museo exhibe algunos ejemplos del material rodante utilizado en el sistema metropolitano de Tokio, que incluye un tren Eidan 300 que opera en la línea Marunouchi y un vagón del tren Eidan 1000 en la línea Ginza. El museo alberga siete zonas de exhibición principales, que cuentan la historia y la construcción del sistema metropolitano, los servicios de pasajeros en el sistema, la seguridad del sistema metropolitano y descripciones del transportes metropolitanos que se encuentran alrededor del mundo. El museo también alberga simuladores de conducción.
En la taquilla, hay una exposición sobre la relación entre la ciudad y el transporte metropolitano a lo largo de los años y la reconstrucción de la estación de Ueno (la primera estación metropolitana de la línea), inaugurada en 1927. Al frente, se muestran las exposiciones técnicas, enfocadas en la construcción de túneles metropolitanos y la seguridad de las líneas, con detalles sobre el sistema contra inundaciones y una explicación de los centros de control de tráfico y energía y el funcionamiento del centro de prevención de desastres.
La siguiente sección del museo presenta un vagón de tren de la Serie 100, que permite a los visitantes ingresar a la cabina y usar varios controles de vagón, incluidos los motores, los frenos y el pantógrafo. Los ejemplos a escala muestran el sistema de recolección eléctrico utilizado por el metro, incluyendo el pantógrafo y el tercer riel, junto con ejemplos de motores eléctricos y frenos de bogie. En la siguiente sección del museo hay simuladores reales, que se utilizan para capacitar a los funcionarios del sistema.
El museo también alberga una sala de conferencias, un salón y una biblioteca con colecciones literarias relacionadas con el transporte metropolitano.